# جغرافیای بوروندی

موقعیت بوروندی در آفریقا.

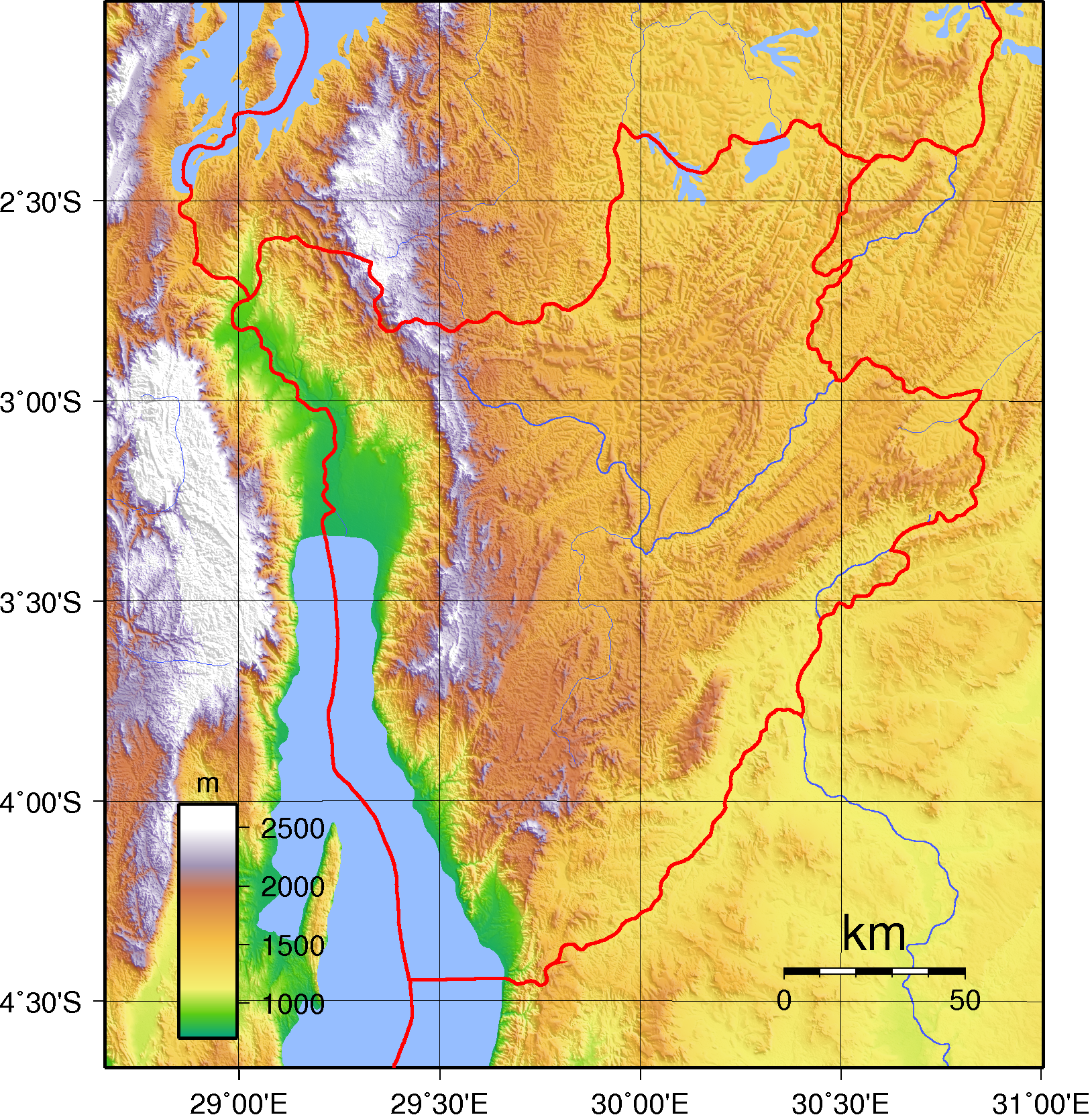
نقشه ناهمواری‌های بوروندی.

بوروندی کشور کوچکی در شرق مرکزی آفریقا در جنوب خط استوا است که در شرق جمهوری دموکراتیک کنگو واقع شده‌است.
بوروندی مساحتی معادل ۲۷٬۸۳۰ کیلومتر مربع را دربر می‌گیرد که ۲۵٬۶۸۰ کیلومتر مربع آن خشکی است. این کشور ۱۱۴۰ کیلومتر مرز زمینی دارد: ۲۳۶ کیلومتر آن با جمهوری دموکراتیک کنگو، ۳۱۵ کیلومتر با رواندا و ۵۸۹ کیلومتر با تانزانیا.
این کشور محصور در خشکی، یک پادشاهی تاریخی و از معدود کشورها در آفریقا است که مرزهای آن توسط حاکمان استعماری تعیین نشده‌است. پایتخت بوروندی، بوجومبورا، در انتهای شمال شرقی دریاچه تانگانیکا قرار دارد. بخش قدیمی شهر شامل ساختمان‌هایی از دوره استعماری آلمان و بلژیک و همچنین یک بازار مرکزی است که پر از صدها غرفه فروشندگان است. 
شهر دوم این کشور، گیتگا، پایتخت فرهنگی این کشور و دارای موزه ملی و چندین مدرسه است. گیتگا در نزدیکی جنوبی‌ترین سرچشمه رودخانه نیل و یک آبشار دیدنی به نام شوت دلا کاگرا قرار دارد. 

## ناهمواری‌ها
بوروندی به عنوان یک کشور محصور در خشکی، هیچ خط ساحلی ندارد. بوروندی پا بر دو شانه خط آب‌پخشان کنگو-نیل دارد که حوضه‌های رودخانه‌های کنگو و نیل را از هم جدا می‌کند. دورترین سرچشمه رود نیل، یعنی رودخانه رووییرونزا، از بوروندی سرچشمه می‌گیرد.
اراضی بوروندی تپه‌ای و کوهستانی‌اند و به سوی فلاتی در شرق پستی می‌گیرند. دشت‌های جنوبی و شرقی بوروندی از سوی صندوق جهانی طبیعت به عنوان بخشی از منطقه بومی جنگل‌های میومبو زامبزی مرکزی طبقه‌بندی شده‌است.
پست‌ترین نقطه این کشور در کناره دریاچه تانگانیکا است با ۷۷۲ متر ارتفاع از آب‌های آزاد. بلندترین نقطه بوروندی کوه هها است با ۲۶۸۴ متر ارتفاع. خطرات طبیعی در بوروندی ناشی از جاری شدن سیل و رانش زمین است.

## آب‌وهوا
اقلیم بوروندی به‌طور کلی دارای آب و هوای مرتفع استوایی است، و در بسیاری از مناطق دامنه تغییرات دمایی روزانه آن قابل توجه است. درجه حرارت از یک منطقه به منطقه دیگر نیز به‌طور قابل توجهی متفاوت است، عمدتاً به دلیل اختلاف در ارتفاع.
فلات مرکزی با دمای متوسط ۲۰ درجه سانتی‌گراد از آب و هوای مطبوعی برخوردار است. اطراف دریاچه تانگانیکا گرم‌تر است و میانگین دمای آن ۲۳ درجه سانتی‌گراد است. بلندی‌های کشور خنک‌ترند و دمای متوسط در آن مناطق ۱۶ درجه سانتی‌گراد است. میانگین دمای سالانه بوجومبورا ۳۲ درجه سانتی‌گراد است. باران نامنظم است و بیشتر در شمال غربی رخ می‌دهد. طول فصول خشک متفاوت است و گاهی اوقات دوره‌های طولانی خشکسالی وجود دارد.
با این حال، چهار فصل را می‌توان در کشور تشخیص داد: فصل خشک طولانی (ژوئن-اوت)، فصل کوتاه مرطوب (سپتامبر-نوامبر)، فصل خشک کوتاه (دسامبر-ژانویه) و فصل مرطوب طولانی (فوریه-مه). بیشتر بوروندی بین ۱۳۰۰ تا ۱۶۰۰ میلی‌متر بارندگی در سال دریافت می‌کند. دشت روزیزی و شمال شرق کشور بین ۷۵۰ تا ۱۰۰۰ میلی‌متر دریافت می‌کنند.